# Ricardo Toledo Carranza
Ricardo Toledo Carranza (Pavas, San José, 23 de septiembre de 1958) es un político, agrónomo y abogado de Costa Rica, fue diputado, ministro y candidato presidencial del Partido Unidad Social Cristiana en el 2006.

## Biografía
Nació en el distrito de Pavas, en el cantón central de San José, el 23 de septiembre de 1958. Fue directivo del Movimiento Nacional de Juventudes, Presidente de la Juventud Socialcristiana, Presidente del Frente Empresarial Social Cristiano, asambleísta Nacional del Partido en tres oportunidades.
También ha sido coordinador del Programa de Gobierno del PUSC en el periodo 1986-1990. Ante la Organización de los Estados Americanos se ha desempeñado como Embajador Representante Alterno de Costa Rica, fue diputado y, al mismo tiempo, ministro de la Presidencia en la administración de Abel Pacheco 2002-2006, fue candidato presidencial del PUSC en el 2006 obteniendo un 3% en las votaciones, el más bajo apoyo en la historia del PUSC y del calderonismo en general. Fue embajador de Costa Rica en Argentina bajo el gobierno de Óscar Arias Sánchez.